# Siedlungsgeographie

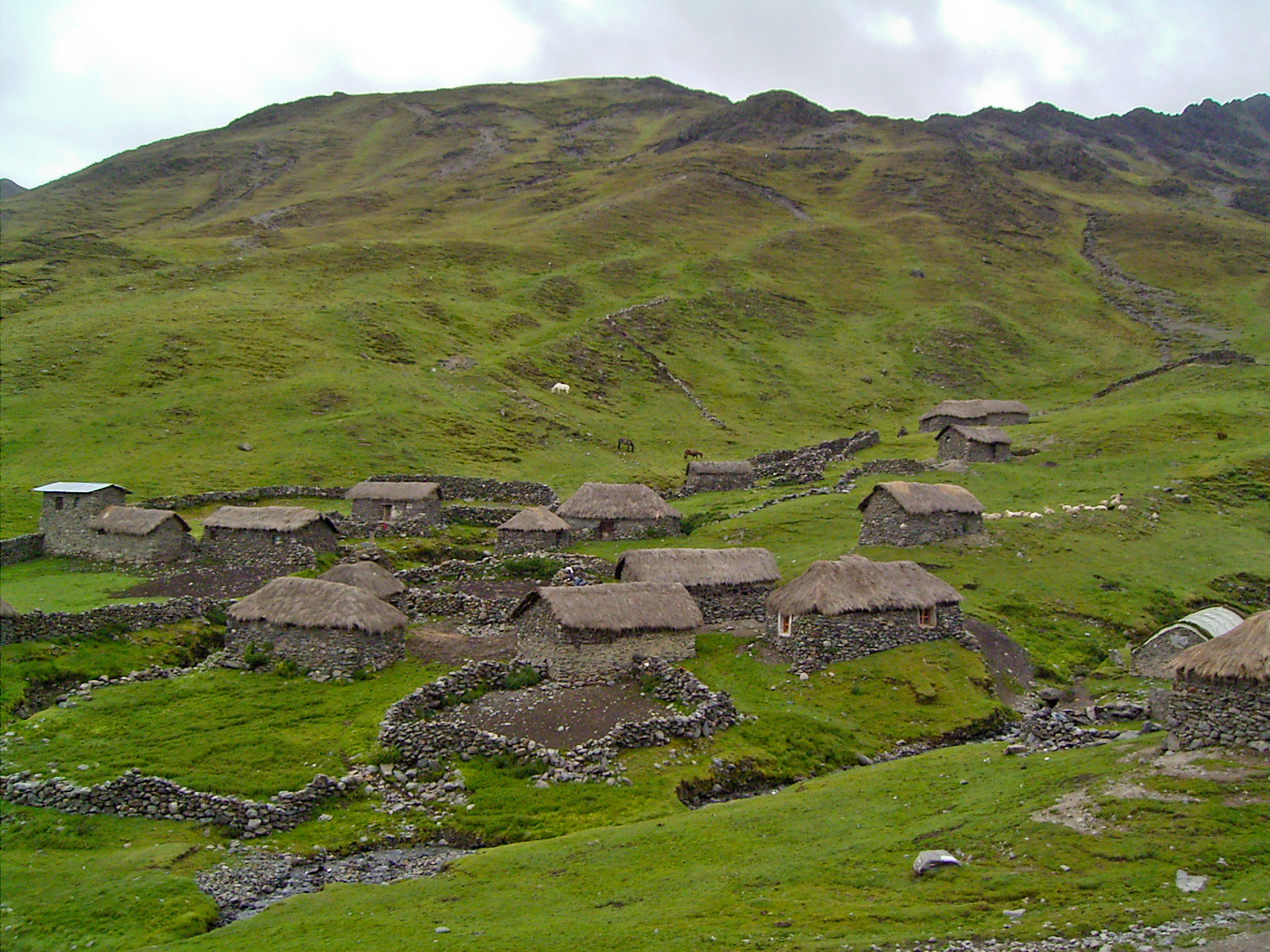
Dorf der Q'ero in den Anden

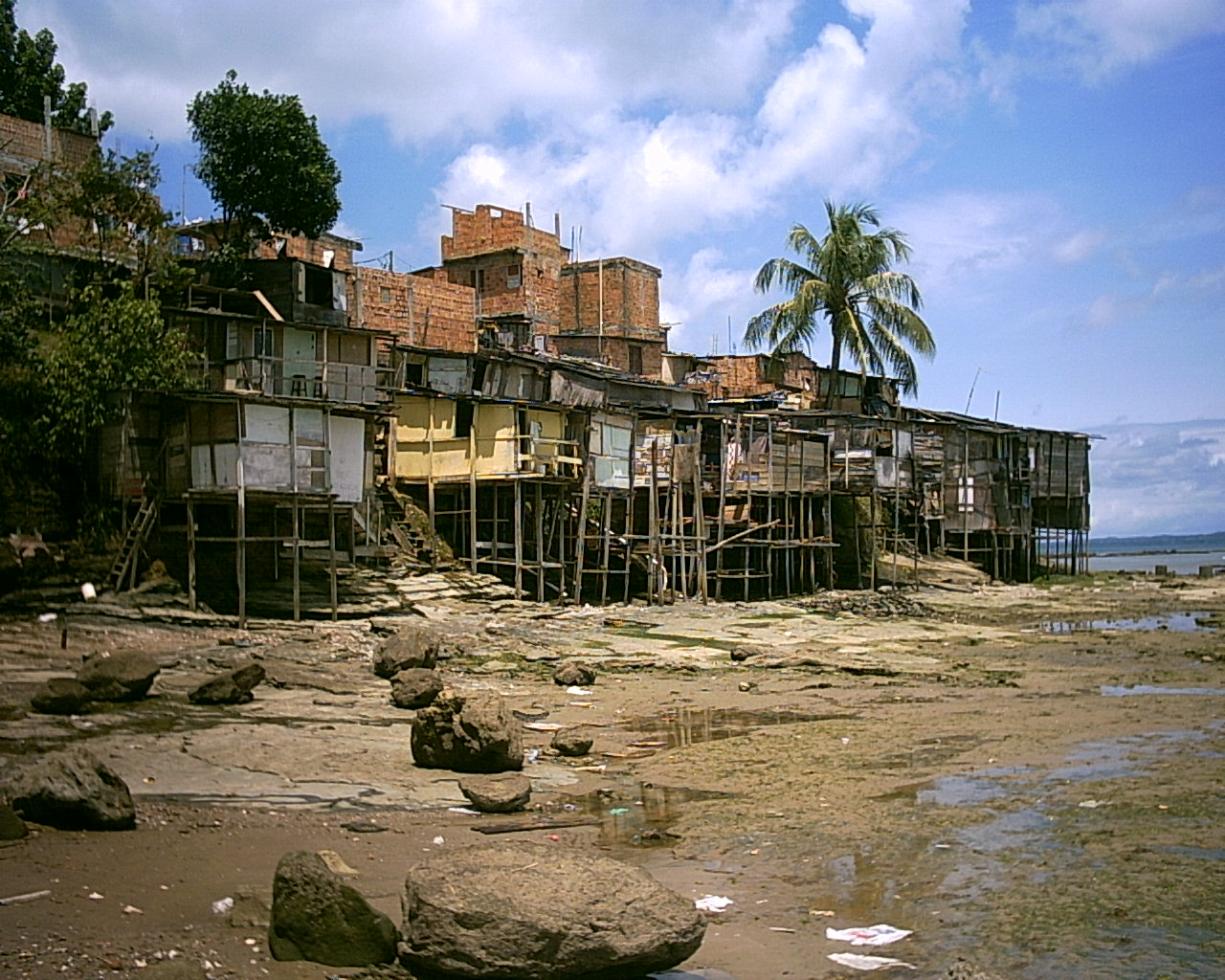
Favela in Salvador da Bahia

Die Siedlungsgeographie, auch Siedlungsgeografie, ist eine Subdisziplin der Geographie. Ihr Erfahrungsobjekt ist der vom Menschen besiedelte Teil der Erdoberfläche, die Ökumene und Subökumene.

## Definition
Gemäß ihrem Erkenntnisobjekt erfasst, beschreibt und erklärt die Siedlungsgeographie die menschlichen Siedlungen nach deren Lage, Stoff und Form sowie die Funktionen die dazu führen. Untersucht werden vor allem deren innere Funktionsweisen sowie die Wechselwirkungen zwischen Siedlungen und den umgebenden Geofaktoren. Als angewandte Siedlungsgeographie trägt sie zur Planung und Entwicklung von urbanen und ländlichen Kulturlandschaften bei.
Wie die Geographie im Allgemeinen, so liegt auch die Siedlungsgeographie an der Schnittstelle verschiedener Disziplinen – etwa von Soziologie, Architektur, Geschichtswissenschaft oder Stadtplanung. Sie ist durch ein holistisch-raumwissenschaftliches Interesse gekennzeichnet.

## Unterteilung
Der Siedlungsgeographie lassen sich zwei Subdisziplinen der Humangeographie unterordnen:
- die Siedlungsgeographie städtischer Räume (Stadtgeographie) und
- die Siedlungsgeographie ländlicher Räume (Geographie der ländlichen Siedlungen).

Die klassische Teilung der Disziplin in die obigen beiden Teilbereiche löst sich jedoch zunehmend auf, da auch der Stadt-Land-Gegensatz in ein Kontinuum bzw. in einen Verbund übergeht.